# Baby (film, 1933)
Pour les articles homonymes, voir Baby.
Pour plus de détails, voir Fiche technique et Distribution.
Baby est un film français réalisé par Pierre Billon et Karel Lamač, sorti en 1933.

## Fiche technique
- Titre : Baby
- Titre alternatif : Kiki
- Réalisation : Pierre Billon et Karel Lamač
- Scénario : Hans Heinz Zerlett, d'après sa pièce
- Dialogues : Georges Dolley
- Photographie : Otto Heller
- Décors : Heinz Fenchet et Robert Gys
- Son : Robert Bugnon et E. Dressler
- Musique : Léo Leux
- Pays d'origine :  France
- Production : Vandor Film - Ondra-Lamac Film
- Genre : Comédie
- Durée : 98 minutes
- Date de sortie : France, 13 janvier 1933

## Distribution
- Anny Ondra : Baby
- Pierre Richard-Willm : Lord Cecil
- André Roanne : Lord Graham
- Alice Tissot : Miss Fitz
- Paul Ollivier : le comte de Bretigny
- Jeanne Fusier-Gir : la comtesse de Brettigny
- Kissa Kouprine : Suzanne Bienfait
- Odette Talazac : Rose Bienfait
- Danièle Brégis : Blanche Pigalle
- Julien Carette : Pat
- Jean Sinoël : César
- Jean Gobet : Napoléon, le domestique
- Jean Dax : le baron de Beaucastel
- Mila Parély
- Léon Larive
- Andrée Lorraine : Mona